# Sportdidaktik
Sportdidaktik ist die wissenschaftliche Disziplin, die sich mit der Theorie und Praxis des Lehrens und Lernens im Sport befasst. Zu ihrem Forschungsgegenstand gehören entsprechend das empirische Erfassen der anthropologischen Grundlagen der Lernprozesse, die Reflexion übergreifender Sinngebungen der erzieherischen Maßnahmen, das Erarbeiten von konkreten Zielvorstellungen, das Entwickeln einer geeigneten Methodologie und Technologie, das Entwerfen praxistauglicher Curricula sowie das Erstellen von Evaluationsmechanismen für die Erfolgskontrollen der Vermittlungsprozesse.
Die Sportdidaktik steht dabei einerseits in engen Bezügen zu ihren Nachbarwissenschaften, insbesondere der Allgemeinen Didaktik, der Allgemeinen Pädagogik, der Lernpsychologie, der Entwicklungspsychologie oder den Sozialwissenschaften, andererseits aber auch zu den anderen Disziplinen der Sportwissenschaft, wie beispielsweise der Bewegungslehre oder der Trainingslehre, die sie zu vermitteln hat. Sie ist aus der Sportpädagogik erwachsen, und so kommt ihr ein hoher Stellenwert in der Sportlehrerausbildung und eine große Bedeutung für den praktischen Sportunterricht in Schulen und Vereinen zu.

## Begriff
Sportdidaktik ist eine Wortbildung aus den Begriffen „Sport“ und altgriechisch didaktikè téchne und bedeutet „Technik“, „Kunst“, „Wissenschaft“ des Lehrens und Lernens im Aufgabenfeld des Sports. Sie definiert sich damit als eine eigenständige Fachdidaktik in Abgrenzung von anderen Fachdidaktiken und als eine wissenschaftliche (Teil-)Disziplin der Sportwissenschaft mit eigenen Forschungsfeldern.

## Historische Aspekte
→ Hauptartikel: Geschichte der Sportdidaktik
Die Geschichte der Sportdidaktik beginnt mit der Begriffsbildung und ersten Strukturierung des Lehr- und Lernbetriebs durch ein entsprechendes Wortfeld und eine entsprechende Programmatik der agonalen und gymnastischen Ausbildung in der griechischen Antike. Die Vorstellungen setzten sich mit ähnlichen Zielsetzungen über griechische Lehrer in der römischen Antike fort. Im europäischen Spätmittelalter wurde die Sportdidaktik im Rahmen der „Didactica magna“ des großen Philosophen und Pädagogen Johann Amos Comenius  von 1657 zu einem tragenden Fundament der Jugendbildung, das von den Philanthropen wie Basedow oder GutsMuths und den Begründern der Turnbewegung wie Friedrich Ludwig Jahn und seinen Schülern weiter ausgebildet und mit neuen Zielsetzungen bereichert wurde. Die Sportdidaktik der Neuzeit nahm ihren Ausgang mit dem Aufsteigen des Fachgebiets „Theorie der Leibeserziehung“ bzw. „Sportpädagogik“ zu einer anerkannten Wissenschaft und der Errichtung entsprechender Lehrstühle an den Universitäten und Pädagogischen Hochschulen in der Bundesrepublik Deutschland und in Österreich in den 1960er Jahren. Die Pioniersarbeit der neuen wissenschaftlichen Disziplin leisteten Friedrich Fetz an den Universitäten Frankfurt und Innsbruck, Hans Groll an der Universität Wien und Ommo Grupe an der Universität Tübingen. Durch das Hinzukommen neuer Aufgabenbereiche wie der Gesundheitserziehung, der Verkehrserziehung, der Koedukation oder der Inklusion öffnete sich die Sportdidaktik in Richtung einer „Interdisziplinären Sporterziehung“ (Warwitz). Dazu waren neue didaktische Strukturen und Vermittlungsformen zu erarbeiten, welche die zu eng gewordene Fachdidaktik in Richtung einer an aktuellen Lebensproblemen orientierten Projektarbeit weiterentwickelten.

## Gegenstand und Aufgaben
Als Forschungs- und Lehrdisziplin mit Zuständigkeit für die Aufarbeitung der Vermittlungsprozesse im Bereich Sport befasst sich die Sportdidaktik mit der Fragestellung,
Wer was warum wozu wann wie beim Sport, durch den Sport, über den Sport lernen soll. Diese nach dem Geschichtsdidaktiker Erich Weniger als die „sechs W des Erich Weniger“ benannten Aspekte versuchen, den Aufgabenkomplex in vereinfachter Form übersichtlich darzustellen:
Das Wer bezeichnet den spezifischen Adressatenkreis, der bei allen sportpädagogischen Vermittlungsbemühungen in seinen altersspezifischen, psychologischen, sozialen u. a. Voraussetzungen lernkonzeptionell zu berücksichtigen ist. So ist die geistige und emotionale Einstellung zum Sport ebenso wie das praktische Sporttreiben danach auszurichten, ob die Zielgruppe Leistungssportler, Freizeitsportler, Senioren, Grundschüler oder Gymnasiasten, Mädchen oder Jungen sind. Das Was betrifft die Inhalte, die adressatengerecht bildungskonform und gesellschaftsbedingt auszuwählen und zu analysieren sind. Das Warum bezieht sich auf die Transparenz und Begründung der notwendigerweise exemplarisch zu vermittelnden Lernstoffe. Es muss für die Motivation des Lernens z. B. einsichtig gemacht werden, warum statt des Fußballspielens auch Gerätturnen und statt des bloßen Spielens auch Theorie und Reflexion auf dem Lernprogramm stehen. Das Wozu meint die Zielsetzungen, die mit dem angestrebten Lernen verbunden werden, die nicht nur auf Leistungsoptimierung, sondern auch auf soziale Integration, Kulturaneignung oder Spaß und Geselligkeit hin angelegt sein können. Das Wann tangiert den angemessenen Zeitpunkt, zu dem Lernprozesse in die Wege geleitet werden. So ergibt sich für das Schwimmenlernen beispielsweise ein anderer „fruchtbarer Moment“, als die Begegnung mit einer Verantwortung fordernden Wagnissportart. Das Wie spricht schließlich die Methoden, Hilfsmittel und Werkzeuge an, mit denen die Zielvorstellungen optimal erreicht werden sollen.
Es spielt didaktisch eine Rolle, ob die Lernprozesse Kinder, Jugendliche oder Erwachsene, Gesunde oder Behinderte betreffen, ob sie im allgemeinen Schulunterricht oder einem Trainingszentrum für Hochleistungssportler, ob sie in einem totalitären oder demokratischen Gesellschaftssystem zur Anwendung kommen, d. h., welchen speziellen Sinngebungen und Zielsetzungen sie dienen sollen. Es gehört zu den grundlegenden Aufgaben der Sportdidaktik, fachspezifische Lernprozesse zu reflektieren und zu begründen, geeignete Zielsetzungen zu formulieren, Formen ihrer Methodisierung zu erarbeiten, Curricula für die praktische Umsetzung zu entwerfen und Evaluationsmechanismen für die Erfolgskontrollen zu erstellen. Ein weiteres Forschungsgebiet ist die Befassung mit der Transferproblematik. Das erste Lehrbuch der neuen Fachdisziplin des Sportdidaktikers Stefan Größing konfrontierte die Lehramtsanwärter mit den fünf Aufgabenfeldern „Bedingungen des Sportunterrichts“, „Lernziele und Lerninhalte“, „Allgemeine Methodik“, „Unterrichtstechnologie und Medienkunde“ und „Planung und Kontrolle des Sportunterrichts“.
Die professionelle Ausbildung für ein kompetentes, eigenverantwortliches Lehren erfolgt für die Trainerlizenzen der Sportarten in Deutschland, Österreich und der Schweiz in sogenannten Trainerakademien wie etwa der Trainerakademie Köln oder den Bundessportakademien Wien und Graz. Spezielle, auf Hochleistungssportler zugeschnittene Gymnasialformen, wie etwa in Berchtesgaden, können ihnen zuarbeiten und gleichzeitig zu einer Hochschulreife führen. Für die wissenschaftliche Lehrerbildung sind Universitätsinstitute und Pädagogische Hochschulen zuständig. Für Lehramtsanwärter ist die Sportdidaktik ein stundenintensiver integraler Pflichtbereich der Ausbildung.

## Schulcurriculare Vorgaben
Hochschuldidaktik unterscheidet sich entsprechend ihrer erwachsenen Adressaten und andersartigen Aufgabenstellung auch bei der Spezialdisziplin Sportdidaktik wesentlich von der Schuldidaktik, die auf Kinder und Jugendliche ausgerichtet ist.
Für die Schulcurricula sind unter der Koordination durch die „Ständige Konferenz der Kultusminister der Länder in der Bundesrepublik Deutschland“ (KMK) die einzelnen Bundesländer zuständig. Entsprechend unterscheiden sich die didaktischen Standards geringfügig:
Nach der pädagogischen Leitlinie des Bildungsplans Sport von Baden-Württemberg hat der „Erziehende  Sportunterricht“ einen Doppelauftrag zu erfüllen:
- Durch eine Erziehung zum Sport soll den Schülern Bewegung als Lebensprinzip bewusst gemacht und eine Motivation zu lebenslangem Sporttreiben geschaffen werden. Dazu werden grundlegende Fähigkeiten und motorische Fertigkeiten, Kenntnisse und Einstellungen vermittelt.[10]
- Erziehung im und durch Sport bedeutet eine altersgemäße Förderung von Gesundheitsbewusstsein und Fitness. Individuelle Leistungsfortschritte und Vertrauen in die eigene Leistungsfähigkeit sollen zu einem positiven Körpergefühl und zur Stärkung der Persönlichkeit führen. Dies steht vor dem Hintergrund einer Umwelt, die den Schülern immer weniger natürliche Bewegungsanlässe und Bewegungsmöglichkeiten bietet.[10]

Diese allgemeine Leitlinie wird im weiteren Text dann mit Beispielen und Alternativvorschlägen als Handlungs- und Entscheidungshilfe für die Unterrichtsplanungen konkretisiert.

## Grenzen der Sportdidaktik
Mit einer Zuordnung zu einem reinen „Bewegungsfach“, das lediglich einen Ausgleich zu den „Sitzfächern“ zu schaffen hat, wird die Sportdidaktik als unterfordert angesehen. Als Teil einer ganzheitlichen Erziehung, die über das Betreiben und Tradieren der Sportarten hinaus Lebenshilfe für Zeitprobleme wie die Sexualerziehung, die Drogenerziehung, die Inklusion Behinderter, die Integration von Zugewanderten oder Einstellungshilfen zu dem Problemfeld Risikosport liefern soll, gilt sie dagegen in den alten Strukturen als überfordert.
So kritisierte der Didaktiker Siegbert A. Warwitz bereits 1973 in einem Kongressbeitrag zur „Sozialisation im Sport“ in Anbetracht des komplexen Aufgabenfeldes, das sich der Sporterziehung stellte, die zu enge didaktische Konzeption des weithin immer noch körper- und bewegungszentrierten Faches. Gemeint waren etwa eine notwendige gründliche Auseinandersetzung mit Themen wie Angst, Mut, Wagnis, Aggression, aber auch mit weitergehenden Ansprüchen wie der Beteiligung an der Integration von Ausländerkindern und Behinderten oder hoch aktuellen Problemfeldern wie der Gesundheitserziehung oder der Verkehrserziehung. Er forderte entsprechend den Einbezug der „kognitiven Komponente in die Sozialisationsprozesse“ und eine diesbezügliche Horizonterweiterung der Sportdidaktik:
„Die Sporterziehung zielt zunächst auf das eigene sportliche Sich-Bewegen, Tun, Handeln des Menschen ab, muß aber darüber hinaus auch erkenntnismäßig befähigen, die psychomotorischen Aktivitäten in den größeren Zusammenhängen des Kulturphänomens und Gesellschaftsproblems Sport zu erkennen, zu beurteilen und zu gestalten.“
Angesichts der sich stetig erweiternden Ansprüche aus Lebenswirklichkeit und Politik und im Hinblick auf die schleppende Reformbereitschaft der Fachdidaktik wiederholte der Sportpädagoge Dieter Brodtmann im Jahr 1975 mit einem Beitrag in der Zeitschrift „Sportwissenschaft“ die Forderung nach einer Neuorientierung der zu eng gewordenen Fachdidaktik:
„Von allen Grenzen, auf die sportdidaktische Ansätze und Überlegungen stoßen, kennzeichnen vermutlich vor allem diejenigen Grenzen eine besonders brisante Konfliktzone, an denen sportdidaktische Vorstellungen im Sinne einer Fachdidaktik mit fächerübergreifenden Bildungs- und Erziehungsaufgaben konfrontiert werden.“
Er präzisierte das Gemeinte an einem Beispiel aus dem Aufgabenkatalog der Sportdidaktik:
„Eine Sportdidaktik, die sich nachweislich bislang höchst unzulänglich die sozialen Prozesse im Sportunterricht zum Reflexions- und Forschungsgegenstand gemacht hat, steht angesichts der Probleme, die mit der Eingliederung und Berücksichtigung Behinderter auftreten müssen, mit leeren Händen da.“

## Reformansätze
Der Sporthistoriker Hajo Bernett brachte in der Folge den Vorschlag der Weiterentwicklung der Sportdidaktik zu einer „Bereichsdidaktik“ in die Diskussion ein, die themenverwandte Fächer, etwa unter dem Gesundheits- oder Freizeitaspekt, zusammenfassen könnte.
Die Didaktiker Warwitz und Rudolf favorisierten dagegen eine Öffnung der Sportdidaktik zu den anderen Fachdidaktiken hin und eine Kooperation im Sinne einer themengebundenen Projektarbeit, wie es beispielsweise bei Operationen in der Medizin oder bei Forschungsaufträgen in der Ingenieursbranche bereits üblich sei. Leitendes Denkbild sollte dabei eine von ihnen erarbeitete erweiterte Form des auf Wolfgang Klafki zurückgehenden Didaktischen Dreiecks sein:
Die Inhaltsseite, der zu vermittelnden komplexe Lernstoff, sollte danach „mehrperspektivisch“, d. h. aus der unterschiedlichen Sicht der beteiligten Fächer, beleuchtet und bearbeitet werden. Die Lehrerseite hatte sich dabei nicht als Einzelvermittler, sondern als Team zu verstehen, das miteinander kooperiert und einander mit seinen unterschiedlichen Fachkompetenzen zuarbeitet. Die Schülerseite sollte entsprechend nicht nur motorisch und als einzelner Lernender angesprochen werden, sondern in Form eines Mehrdimensionalen Lernens agieren, d. h. unter Aktivierung unterschiedlicher Lernpotenzen und in einer Zusammenarbeit mehrerer Lernender gefordert werden. Es wurden dazu Beispiele für die Öffnung der Curricula vorgestellt, wie etwa das fächerübergreifende Konstruieren und sporttechnische Erlernen des Kajakfahrens, das sprachhistorische Erschließen von Sportmetaphern oder die Integration von Ausländerkindern in den Klassenverband.
Die heutige Sportdidaktik versteht sich als eine integrative Didaktik, die sich weniger an spezifischen sportlichen Inhalten, etwa an Sportarten, orientiert als an vom Leben gestellten komplexen Aufgaben, zu denen das Fach mit seinem breiten Angebot an Bewegung, Spiel und Sport einen Beitrag zu leisten hat. Nachdem sich die Sportwissenschaft im Austausch mit den Nachbarwissenschaften zunehmend in neue Unterdisziplinen wie die Sportpsychologie, die Sportpädagogik, die Sportmedizin, die Sportsoziologie, die Trainingslehre oder die Bewegungslehre ausdifferenziert hatte, waren diese für die Lehre in Hochschule, Akademie, Schule und Verein didaktisch aufzuarbeiten und methodisch adäquat zu vermitteln.
Die Wandlung der didaktischen Vorstellungen lässt sich auch an der im Laufe ihrer historischen Entwicklung häufigen Veränderung und Anpassung der Fachbezeichnungen ablesen: Namensgebungen wie „Gymnastik“ oder „Turnen“, die einmal das gesamte Aufgabenfeld kennzeichneten, sind heute zu Etikettierungen einzelner Sportarten verblasst. Bezeichnungen wie „Körpererziehung“ oder „Leibeserziehung“ wurden wegen ihrer ideologischen Belastung verworfen. Auch Namensgebungen wie „Sport“ oder „Sportpädagogik“ verändern sich in den neuen Schullehrplänen wieder zu weiter gefassten Rahmenfixierungen, wie beispielsweise „Arbeitsbereich Bewegung, Spiel und Sport“ (Baden-Württemberg), um der Vermittlung sportlicher Grundkompetenzen weitere Spielräume zu verschaffen und den komplexer gewordenen didaktischen Ansprüchen besser gerecht werden zu können.